# Yū Hoshide
Yū Hoshide (星出湯?, Hoshide Yū; Tokyo, 16 agosto 1977) è un allenatore di calcio ed ex calciatore giapponese, di ruolo centrocampista, tecnico del Kaya-Iloilo.

## Carriera

### Club
Ha giocato per il Meiji Daigaku, e ha trascorso cinque anni con lo YKK AP della Japan Football League prima di andare negli Stati Uniti nel 2008.
Hoshide ha firmato un contratto con gli Harrisburg City Islanders nella USL Second Division. Hoshide ha giocato 13 partite segnando 1 gol durante il suo anno al club, prima di essere svincolato alla fine della stagione. Successivamente ha firmato un contratto con i Northern Virginia Royals nel 2009.
Nel mese di luglio si trasferisce al Joe Public, diventando il primo calciatore asiatico a giocare nella TT Pro League. Hoshide è stato abbastanza impressionante per la sua prima prova con il club e di conseguenza, gli è stato offerto un contratto a breve termine. Con il Joe Public ha vinto cinque campionati. Hoshide è anche diventato il primo giapponese a prendere parte alla CONCACAF Champions League.

## Palmarès

### Club

#### Competizioni nazionali
- Football League (Filippine): 1

Kaya–Iloilo: 2024